# John Worlidge

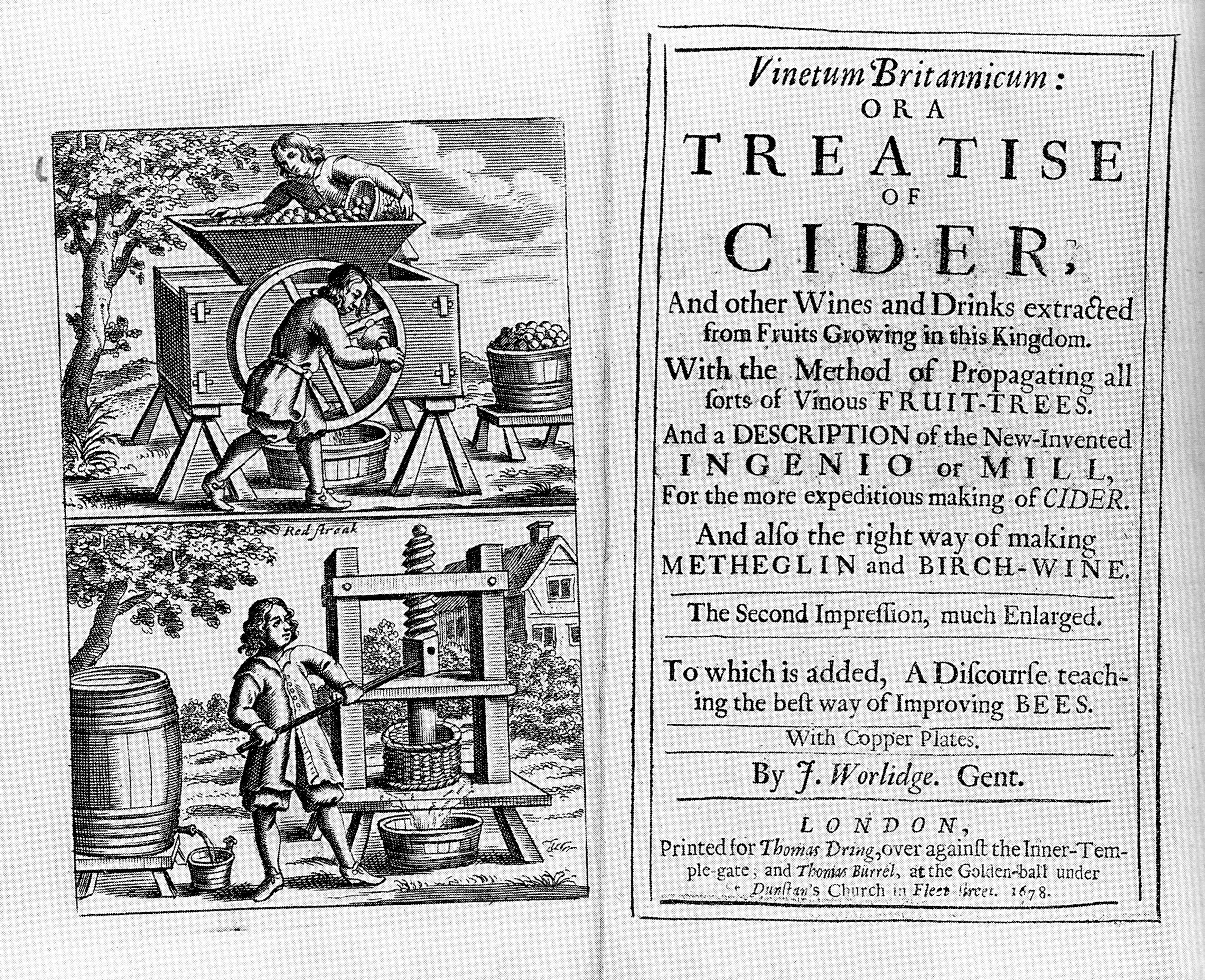
Titelblatt des “Vinetum Britannicum” von John Worlidge, 1678

John Worlidge (* 1640; † 1700) war ein englischer Agrarwissenschaftler. Er lebte in Petersfield (Hampshire), England.
John Worlidge war einer der ersten Agrarwissenschaftler, der sich mit der Bedeutung der Landwirtschaft als industriellem Faktor auseinandersetzte. In seinem bekanntesten Buch Vinetum britannicum or a Treatise of Cider trat Worlidge für die Herstellung von Cider gegenüber der Weinherstellung auf den Britischen Inseln ein, da hier für den großflächigen Anbau von Kernobst im Freiland bessere klimatische Verhältnisse als für den Weinbau vorherrschen.
Worlidge genoss großes Ansehen als Experte für den ländlichen Raum. Neben Vinetum Brittannicum schrieb er auch Systema Agriculturae or the Mystery of Husbandry (1699) über die Tierhaltung und Systema Horticulturae or the Art of Gardening (1677) über Gartenbau.

## Weitere Werke
- 1676: Apiarium, or a discourse of bees.
- 1687: The most easie method for making the best cyder.
- 1689: The second parts of Systema agriculturae, or, The mystery of husbandry; and, Vinetum Britannicum, or, A treatise of cider; wherein are contained many selected and curious observations … with the best and most natural rules and methods for the making of cider, and other English liquors.
- 1698: The Compleat Bee-Master, or a discourse of bees. (archive.org).
- 1704: Dictionarium rusticum et urbanicum: or, a dictionary of all sorts of country affairs, handicraft, trading, and merchandizing. (postum, Ausgabe von 1726 archive.org).